# Parafia Matki Bożej Różańcowej w Toporowie
Parafia pw. Matki Bożej Różańcowej w Toporowie – rzymskokatolicka parafia w Toporowie w województwie lubuskim, położona w dekanacie świebodzińskim – NMP Królowej Polski, diecezji zielonogósko-gorzowskiej, metropolii szczecińsko-kamieńskiej w Polsce, erygowana 22 sierpnia 1945 roku.

## Historia
Po zakończeniu II wojny światowej teren parafii został zasiedlony przez ludność zza Buga, bądź z centralnych terenów Polski. Od maja do listopada 1945 r. przeprowadzono gruntowny remont poewangelickiej świątyni w Toporowie, która wcześniej służyła za spichlerz dla wojsk sowieckich i dostosowano ją do potrzeb Kościoła katolickiego.

## Miejsca święte

### Kościół parafialny
- Kościół pw. Matki Bożej Różańcowej w Toporowie

### Kościoły filialne
- Kościół pw. Matki Bożej Częstochowskiej w Kosobudzu
- Kościół pw. Wniebowzięcia Najświętszej Maryi Panny w Niedźwiedziu
- Kościół pw. Zwiastowania Najświętszej Maryi Panny w Poźrzadle

## Terytorium parafii

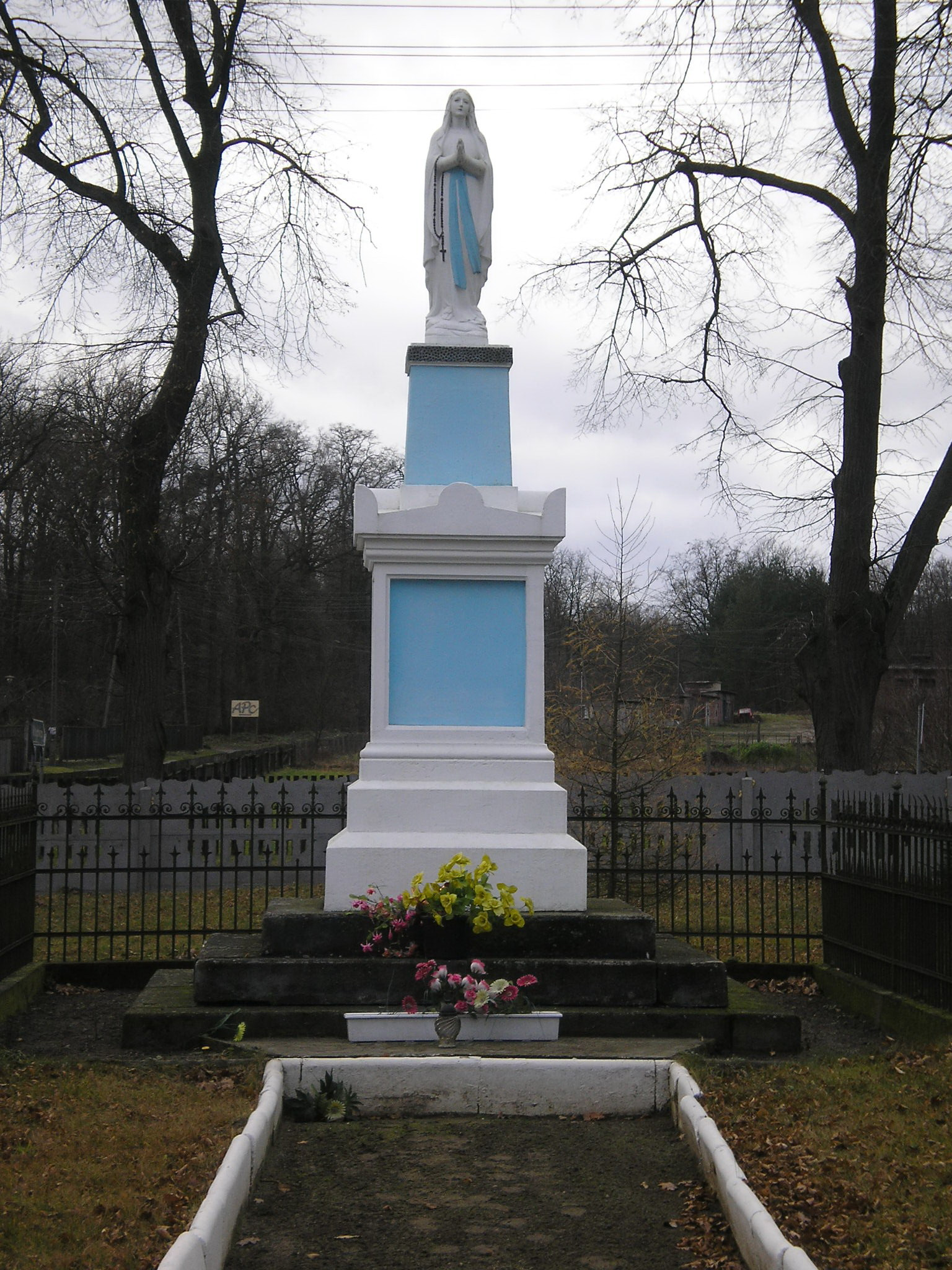
Postument z figurą Matki Bożej Różańcowej
przed kościołem w Toporowie

### Miejscowości
- Toporów
- Czyste – (4 km)
- Kłodnica – (5 km)
- Kosobudz – (10 km)
- Niedźwiedź – (5 km)
- Poźrzadło – (5 km)
- Toporek – (1 km)
- Troszki – (5 km)
- Zamęt – (12 km)

## Proboszczowie
- ks. Jan Trela - listopad 1945 r.
- ks. Paweł Biłyk
- ks. Zygmunt Młynarek
- ks. Antoni Purol - od 1952 r.
- ks. Józef Kotwicki - od 1 sierpnia 1955 r.
- ks. Franciszek Smolarski - od 25 września 1956 r.
- ks. Józef Mrowiec - od 19 sierpnia 1959 r.
- ks. Mieczysław Ruta - od 17 lipca 1965 r.
- ks. Stanisław Stopa - od 13 grudnia 1967 r.
- ks. Jan Osikowski - od 9 czerwca 1975 r.
- ks. Jerzy Loch - od  1 lipca 1981 r.
- ks. Alojzy Budnik - od 10 lipca 1987 r.
- ks. Janusz Jóźwiakowski - od 30 października 1990 r.
- ks. Przemysław Kasprzak - od 1 sierpnia 2018 r.